# Jõgisoo, Harju County
Jõgisoo là một ngôi làng thuộc Saue Parish, hạt Harju ở bắc Estonia. 